# 森英治郎
森 英治郎（もり えいじろう、1887年11月1日 - 1945年11月28日）は、日本の俳優である。本名同じ。森 英次郎、森 英二郎の名を使用することもあった。坪内逍遥門下の新劇俳優であり、坪内の「文藝協会」から、「舞台協会」「同志座」を結成、日活向島撮影所の新劇化に協力したことで知られる。

## 人物・来歴

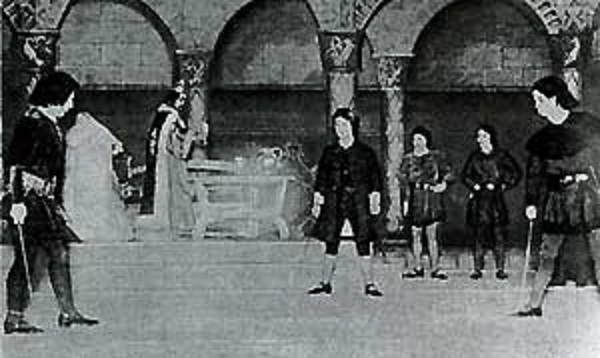
『ハムレット』（訳坪内逍遙、1911年）出演時、満23歳。奥が森、左が土肥春曙のハムレット。

1887年（明治20年）11月1日、神奈川県横浜区境町（現在の同県横浜市中区日本大通）に生まれる。同地は輸出入業者の集う街であり、森の生家は輸入洋品店であった。
東京府東京市本郷区（現在の東京都文京区）にある旧制・京華中學校（現在の京華高等学校）に進学するも、文学を志して親族の反対を受け、4年次終了後に中途退学する。タイピストとして生計を立てつつ、坪内逍遥門下の水口薇陽（1873年 - 1940年）が主宰する東京文士劇協会に参加、初舞台を踏む。1909年（明治42年）5月、坪内が設立した文芸協会演劇研究所の補欠試験に合格し、第1期生になる。同期には、同年4月に入所した小林正子（松井須磨子）、佐々木百千万億（佐々木積）、武田正憲、林和、柳下富司、伊藤理基、掬月晴臣、日高清、久里四郎、志田徳三、三田千栄子（山川浦路、上山草人の妻）、五十嵐吉野の12名のほか、森とおなじく補欠募集で入所した上山草人、河竹繁俊、横川唯治（山田隆也）、加藤精一らがいた。1911年（明治44年）4月に研究所を卒業し、「文藝協会」に所属する。同年5月には、帝国劇場での同協会第1回公演として、ウィリアム・シェイクスピアの悲劇『ハムレット』（訳坪内逍遙）の全幕上演が行なわれ、ハムレットの親友「ホレイショー」役を演じて、当たり役とする。1913年（大正2年）5月31日、同協会を抱月が退会、須磨子が諭旨退会処分で去って協会は同年7月に解散、森は、佐々木、横川、加藤、吉田幸三郎、岡田嘉子らとともに「舞台協会」を設立する。同年11月28日、帝国劇場での同協会第1回公演として、ジョージ・バーナード・ショーの戯曲『悪魔の弟子』（訳舞台協会）、ヴィルヘルム・フォン・ショルツの戯曲『負けたる人』（訳森鷗外、 Der Besiegte, 1899年）を上演した。『ヴェニスの商人』の上演ではシャイロック役を演じ、好評を得る。
1920年（大正9年）11月、従来、新派劇を手がけてきた日活向島撮影所が、女形を排し女優を導入した新劇による「第三部」を創設、その主演俳優として、同撮影所に招かれる。向島第三部第1回作品として、田中栄三が監督した『朝日さす前』に、坪内門下だった林幹や、女優の酒井米子、中山歌子らとともに出演し、同作は同年12月31日に正月映画として、徳川夢声が弁士を務める赤坂の洋画専門館「葵館」を中心に公開された。第三部創設による改革は興行的には効果はなく、日活は新派傾向に戻すことを決め、この決定に憤慨した森は、1921年（大正10年）5月16日に公開された『見果てぬ夢』（監督田中栄三）に主演したのを最後に、同撮影所を辞した。1922年（大正11年）12月、田中栄三が監督したサイレント映画『京屋襟店』の試写後の夜に、藤野秀夫、衣笠貞之助ら幹部俳優13名が集団退社の辞表を提出、国際活映に引き抜かれる事件が起きる。同撮影所の首脳陣の決定により、森の所属する「舞台協会」との提携が提案され、同協会はそれを受けて、森をはじめとして山田隆弥、佐々木積、岡田嘉子、夏川静江、東八重子（繪島千歌子）ら20数名が向島に参加することとなった。翌1923年（大正12年）には、日活向島・舞台協会提携第1回作品として、田中栄三を監督に『髑髏の舞』が製作され、退社せずに残った幹部俳優である山本嘉一や第三部創設時に入社した鈴木歌子らとともに出演し、同年3月15日に公開された。また、同年6月には、再び同撮影所の専属俳優として正式に復帰したが、同年9月1日に起きた関東大震災で同撮影所は壊滅、全機能を日活京都撮影所（日活大将軍撮影所、現存せず）に移し、現代劇を製作する第二部を創設した際には、これに参加せずに日活を退社した。
1924年（大正13年）9月、「舞台協会」のメンバーが中心となって新たに「同志座」を結成、同年同月、第1回公演を東京・有楽町にあった邦楽座（のちの丸の内ピカデリー）で上演した。1925年（大正14年）には、同協会は兵庫県西宮市甲陽園の東亜キネマ甲陽撮影所と提携、阪田重則が監督した『光り闇を行く』、『お艶殺し』、『怒濤の叫び』に出演した。1926年（大正15年）5月、坪内士行による「宝塚国民座」の結成に参加、以降、舞台俳優に徹した。その後は1934年（昭和9年）に古川緑波一座、第二次世界大戦開戦後の1942年（昭和17年）には松竹家庭劇に参加、1944年（昭和19年）には、自らの一座を結成して満州国に慰問に向かった。
満州国での慰問公演の途中で肺結核に倒れ、間島省間島市（現在の中華人民共和国吉林省延吉市）の陸軍病院に収容された。1945年（昭和20年）8月15日、同病院で終戦を迎え、同年11月28日、同病院で客死した。満58歳没。

## フィルモグラフィ
すべてクレジットは「出演」である。公開日の右側には役名、および東京国立近代美術館フィルムセンター（NFC）、マツダ映画社所蔵等の上映用プリントの現存状況についても記す。同センター等に所蔵されていないものは、とくに1940年代以前の作品についてはほぼ現存しないフィルムである。資料によってタイトルの異なるものは併記した。

### 日活向島撮影所
すべて製作は「日活向島撮影所」、配給は「日活」、すべてサイレント映画である。
日活向島撮影所第三部
- 『朝日さす前』 : 監督田中栄三、1920年12月31日公開 - その養子 岡田春衛、向島第三部第1回作品
- 『白百合のかほり』[4][5]（『白百合の香り』[1]、『白ゆりのかほり』[3]） : 監督田中栄三、1921年1月14日公開 - 桝田逸郎（主演）、向島第三部第2回作品
- 『流れ行く女』 : 監督田中栄三、1921年3月4日公開 - 主演
- 『見果てぬ夢』 : 監督田中栄三、1921年5月16日公開 - 主演

日活向島撮影所
- 『髑髏の舞』 : 監督田中栄三、1923年3月15日公開 - 瑞雲寺の僧宮地教禅、「森英二郎」名義[5]、日活向島・舞台協会提携第1回作品[5]
- 『霧の港』 : 監督溝口健二、1923年7月29日公開 - 船員・勝次
- 『地獄の舞踊』 : 監督村田実、1923年10月2日公開 - 石原雄吉（主演）
- 『山の悲劇』 : 監督鈴木謙作、1923年10月19日公開 - 友吉、「森英二郎」名義[3]（「森英次郎」名義[5]）
- 『神への道』 : 監督細山喜代松、1923年10月19日公開 - 牧師 高木正一（主演）、「森英二郎」名義[3][5]。

### 東亜キネマ甲陽撮影所
すべて製作は「東亜キネマ甲陽撮影所」、配給は「東亜キネマ」、すべてサイレント映画である。
- 『光り闇を行く』 : 監督坂田重則（阪田重則）、1925年6月25日公開 - 岸田信一
- 『お艶殺し』 : 監督阪田重則、1925年10月15日公開 - 手代・新助
- 『怒濤の叫び』 : 監督阪田重則、1925年11月14日公開 - 漁師・六蔵

### フリーランス
- 『荒木又右衛門 天下の伊賀』 : 監督勝見庸太郎、製作太秦発声映画、トーキー、1934年6月28日公開 - 本多大内記